# Liste der Biografien/Wiel
Liste der Biografien |
Portal Biografien |
Personensuche
# |
A |
B |
C |
D |
E |
F |
G |
H |
I |
J |
K |
L |
M |
N |
O |
P |
Q |
R |
S |
T |
U |
V |
W |
X |
Y |
Z |
?
 
Wa |
Wc |
Wd |
We |
Wh |
Wi |
Wj |
Wl |
Wn |
Wo |
Wr |
Ws |
Wt |
Wu |
Ww |
Wy |
Wz
 
Wia |
Wib |
Wic |
Wid |
Wie |
Wif |
Wig |
Wih |
Wii |
Wij |
Wik |
Wil |
Wim |
Win |
Wio |
Wip |
Wir |
Wis |
Wit |
Wiv |
Wiw |
Wix |
Wiz
 
Wiea |
Wieb |
Wiec |
Wied |
Wief |
Wieg |
Wieh |
Wiej |
Wiek |
Wiel |
Wiem |
Wien |
Wiep |
Wier |
Wies |
Wiet |
Wiev |
Wiew |
Wiey |
Wiez
Die Liste der Biografien führt alle Personen auf, die in der deutschsprachigen Wikipedia einen Artikel haben. Dieses ist eine Teilliste mit 163 Einträgen von Personen, deren Namen mit den Buchstaben „Wiel“ beginnt.

## Wiel
- Wiel, Anne van de (* 1997), niederländische Leichtathletin
- Wiel, Anouk van de (* 1992), niederländische Handballspielerin
- Wiel, Gregory van der (* 1988), niederländischer FußballspielerGregory van der Wiel (* 1988)

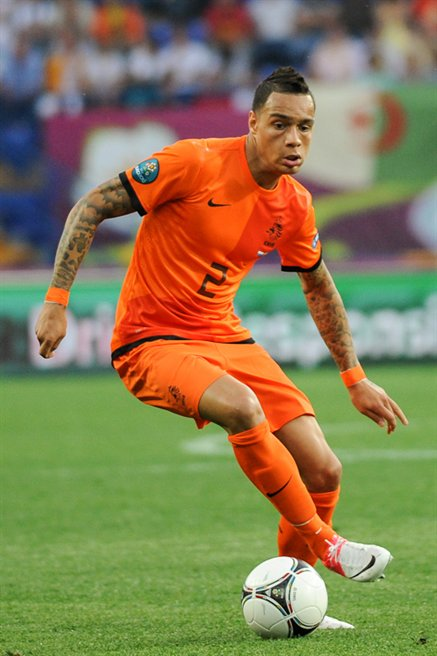
Gregory van der Wiel (* 1988)

- Wiel, Hagen (* 1975), deutscher Filmregisseur, Videokünstler, Drehbuchautor und Filmproduzent
- Wiel, Jaap van der (1960–2012), niederländischer Fußballspieler
- Wiel, Jade (* 2000), französische Radrennfahrerin
- Wiel, Jan van der (1892–1962), niederländischer Fechter
- Wiel, John van der (* 1959), niederländischer Schachgroßmeister
- Wiel, Jorinus van der (1893–1960), niederländischer Radrennfahrer, niederländischer Meister im Radsport
- Wiel, Joseph (1828–1881), deutscher Arzt
- Wiel, Leopold (1916–2022), deutscher Architekt und Hochschullehrer

### Wiela
- Wielaert, Rob (* 1978), niederländischer Fußballspieler
- Wieland, A. Robert (1862–1940), deutscher Unternehmer
- Wieland, Adam (1856–1908), preußischer Landrat und Oberverwaltungsgerichtsrat
- Wieland, Alexander (* 1971), deutscher Kommunalpolitiker (parteilos)
- Wieland, Andreas (* 1983), österreichischer Fußballspieler und -trainer
- Wieland, Arnold (* 1940), italienischer Geistlicher, Hochmeister des Deutschen Ordens und Studentenseelsorger
- Wieland, Bernd (1960–2019), deutscher Motorjournalist
- Wieland, Bernhard (* 1952), deutscher Mathematiker und Volkswirt
- Wieland, Carsten Uwe (1965–2024), Grafikdesigner, Spiele-Erfinder, Buchautor und Aquarell-Maler
- Wieland, Christian (* 1969), deutscher Historiker
- Wieland, Christoph (* 1984), Schweizer Unternehmer, Jurist und Politiker (FDP)
- Wieland, Christoph Martin (1733–1813), deutscher Dichter, Übersetzer und Herausgeber zur Zeit der AufklärungChristoph Martin Wieland (1733–1813)

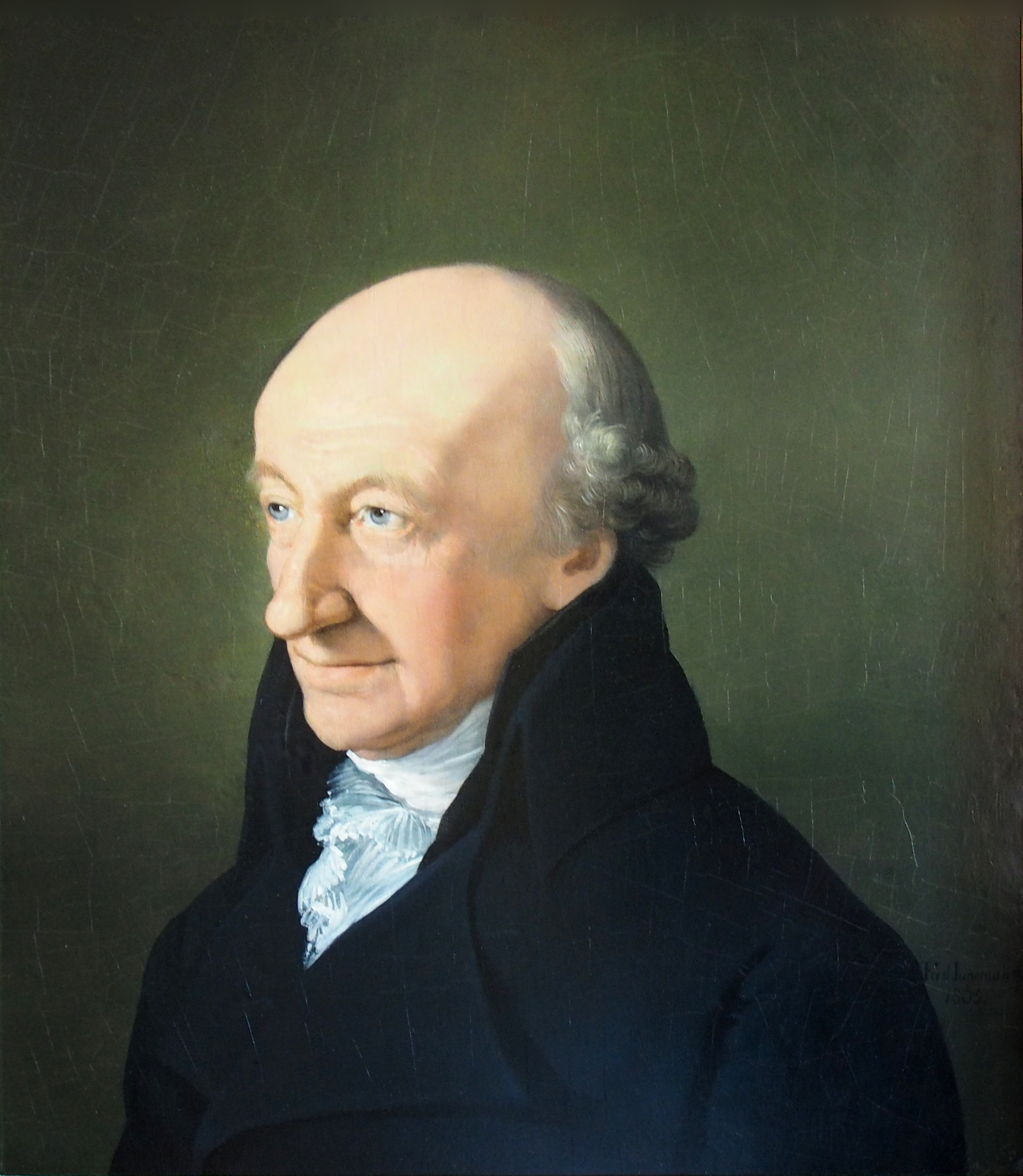
Christoph Martin Wieland (1733–1813)

- Wieland, Claudia (* 1984), deutsche Kunstradfahrerin
- Wieland, Columban von (1735–1787), salzburgischer römisch-katholischer Geistlicher
- Wieland, Deba (1916–1992), deutsche Journalistin
- Wieland, Dieter (1929–1983), deutscher Schauspieler und Theaterregisseur
- Wieland, Dieter (* 1937), deutscher Dokumentarfilmer und Autor
- Wieland, Emil (1867–1947), Schweizer Pädiater und Hochschullehrer
- Wieland, Ernst Karl (1755–1828), deutscher Philosoph und Historiker
- Wieland, Franz (1872–1957), deutscher Kirchenhistoriker und Bibliothekar
- Wieland, Friedemann Johannes (* 1969), deutscher Organist und Kantor
- Wieland, Gabriele (* 1960), deutsche Politikerin (CDU), MdL
- Wieland, Georg (1842–1923), deutscher Schreinermeister und Politiker (VP, DtVP), MdR
- Wieland, Georg (* 1937), deutscher Philosoph und katholischer Theologe
- Wieland, George Reber (1865–1953), US-amerikanischer Paläontologe
- Wieland, Guido (1906–1993), österreichischer Kammer- und Filmschauspieler, sowie OperettenbuffoGuido Wieland (1906–1993)

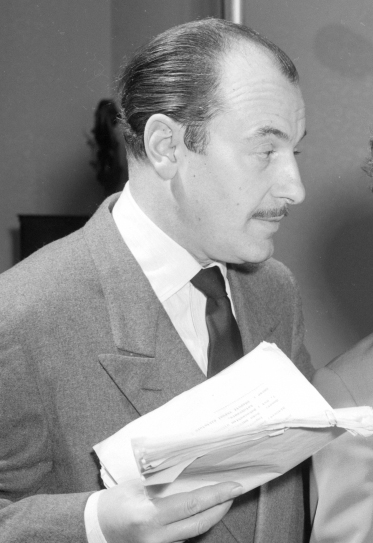
Guido Wieland (1906–1993)

- Wieland, Günther (1931–2004), deutscher Jurist und Staatsanwalt in der DDR
- Wieland, Hans (1825–1864), Schweizer Berufsoffizier
- Wieland, Hans (1924–2010), deutscher Klassischer Philologe
- Wieland, Hans Beat (1867–1945), Schweizer Landschaftsmaler
- Wieland, Hanspeter (* 1948), deutscher Mundartschriftsteller
- Wieland, Heinrich (1822–1894), Schweizer Offizier
- Wieland, Heinrich (1877–1957), deutscher Chemiker, Nobelpreis für Chemie 1927
- Wieland, Heinrich (1907–1980), deutscher KPD- und SED-Funktionär
- Wieland, Hermann (1885–1929), deutscher Pharmakologe und Hochschullehrer
- Wieland, Jan (* 1978), deutsch-finnischer Basketballspieler
- Wieland, Joachim (* 1951), deutscher Rechtswissenschaftler
- Wieland, Johann Fidel (1755–1814), badischer Verwaltungsbeamter und Jurist
- Wieland, Johann Georg (1742–1802), deutscher Stuckateur und Bildhauer des Klassizismus
- Wieland, Johann Heinrich (1758–1838), Schweizer Politiker
- Wieland, Johann Jakob (1783–1848), Schweizer Politiker und Industrieller
- Wieland, Johannes (* 1967), deutscher Tänzer, Choreograf und Tanzpädagoge
- Wieland, Josef (* 1951), deutscher Wirtschaftsethiker
- Wieland, Joseph Fidel (1797–1852), deutsch-schweizerischer Arzt und Politiker, Landammann, Tagsatzungsgesandter
- Wieland, Joseph Fridolin (1804–1872), deutsch-schweizerischer Arzt und Politiker
- Wieland, Joyce (1931–1998), kanadische Filmkünstlerin
- Wieland, Jürgen (* 1936), deutscher Politiker (SPD), Oberbürgermeister von Hamm
- Wieland, Kai (* 1989), deutscher Autor
- Wieland, Karin (* 1958), deutsche Autorin
- Wieland, Károly (1934–2020), ungarischer Kanute
- Wieland, Konstantin (1877–1937), deutscher Geistlicher und Jurist
- Wieland, Leo (* 1950), deutscher Journalist und Buchautor
- Wieland, Leonie (* 2002), Schweizer Unihockeyspielerin
- Wieland, Louise (* 2000), deutsche Leichtathletin
- Wieland, Ludwig (1777–1819), deutscher Dichter, Privatgelehrter und Herausgeber
- Wieland, Luise (1909–1965), deutsche Politikerin (SPD), MdL
- Wieland, Marcus (* 1974), deutscher Fußballspieler
- Wieland, Markus (* 1976), deutscher Eishockeyspieler
- Wieland, Martin (* 1945), deutscher Toningenieur
- Wieland, Melchior († 1589), deutscher Arzt, Botaniker und Reisender
- Wieland, Nick (* 1988), deutscher American-Football-Spieler
- Wieland, Otto (1920–1998), deutscher Internist und Diabetologe
- Wieland, Patrick (* 1969), deutscher Gitarrist, Songwriter und Produzent
- Wieland, Peter (1930–2020), deutscher Musical- und SchlagersängerPeter Wieland (1930–2020)

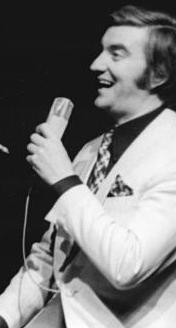
Peter Wieland (1930–2020)

- Wieland, Philipp (1863–1949), deutscher Politiker (NLP, DDP), MdR
- Wieland, Philipp Jakob (1793–1873), deutscher Glockengießer, Industrieller und Gründer der Wieland-Werke AG in Ulm
- Wieland, Rainer (* 1957), deutscher Politiker (CDU), MdEP
- Wieland, Ralf (* 1956), deutscher Politiker (SPD), MdA
- Wieland, Rayk (* 1965), deutscher Schriftsteller
- Wieland, Renate (1935–2017), deutsche Philosophin, Musikpädagogin und Musikwissenschaftlerin
- Wieland, Roswitha (* 1983), österreichische Tänzerin
- Wieland, Simon (* 2000), Schweizer Speerwerfer
- Wieland, Stefan (* 1961), deutscher Schauspieler
- Wieland, Sylvia (* 1963), deutsche Opernsängerin (Sopran) und Schauspielerin
- Wieland, Theodor (1913–1995), deutscher Chemiker
- Wieland, Therese (* 1938), deutsche Lehrerin
- Wieland, Ulrich (1902–1934), deutscher BergsteigerUlrich Wieland (1902–1934)

Ulrich Wieland (1902–1934)

- Wieland, Ulrike (* 1961), deutsche Medizinerin und Virologin
- Wieland, Ursula, deutsche Kunstwissenschaftlerin und Malerin
- Wieland, Ute (* 1957), deutsche Regisseurin
- Wieland, Volker (* 1966), deutscher Hochschullehrer, Professor für Monetäre Ökonomie
- Wieland, Walter (* 1946), deutscher Boxer
- Wieland, Werner (1910–1984), deutscher Schauspieler und Hörspielregisseur
- Wieland, Werner (* 1928), deutscher Fußballspieler
- Wieland, Wolf F. (* 1948), deutscher Urologe und Gynäkologe, Hochschullehrer und Klinikdirektor
- Wieland, Wolfgang (1933–2015), deutscher Philosoph und Mediziner
- Wieland, Wolfgang (1948–2023), deutscher Jurist und Politiker (Bündnis 90/Die Grünen), MdA, MdBWolfgang Wieland (1948–2023)

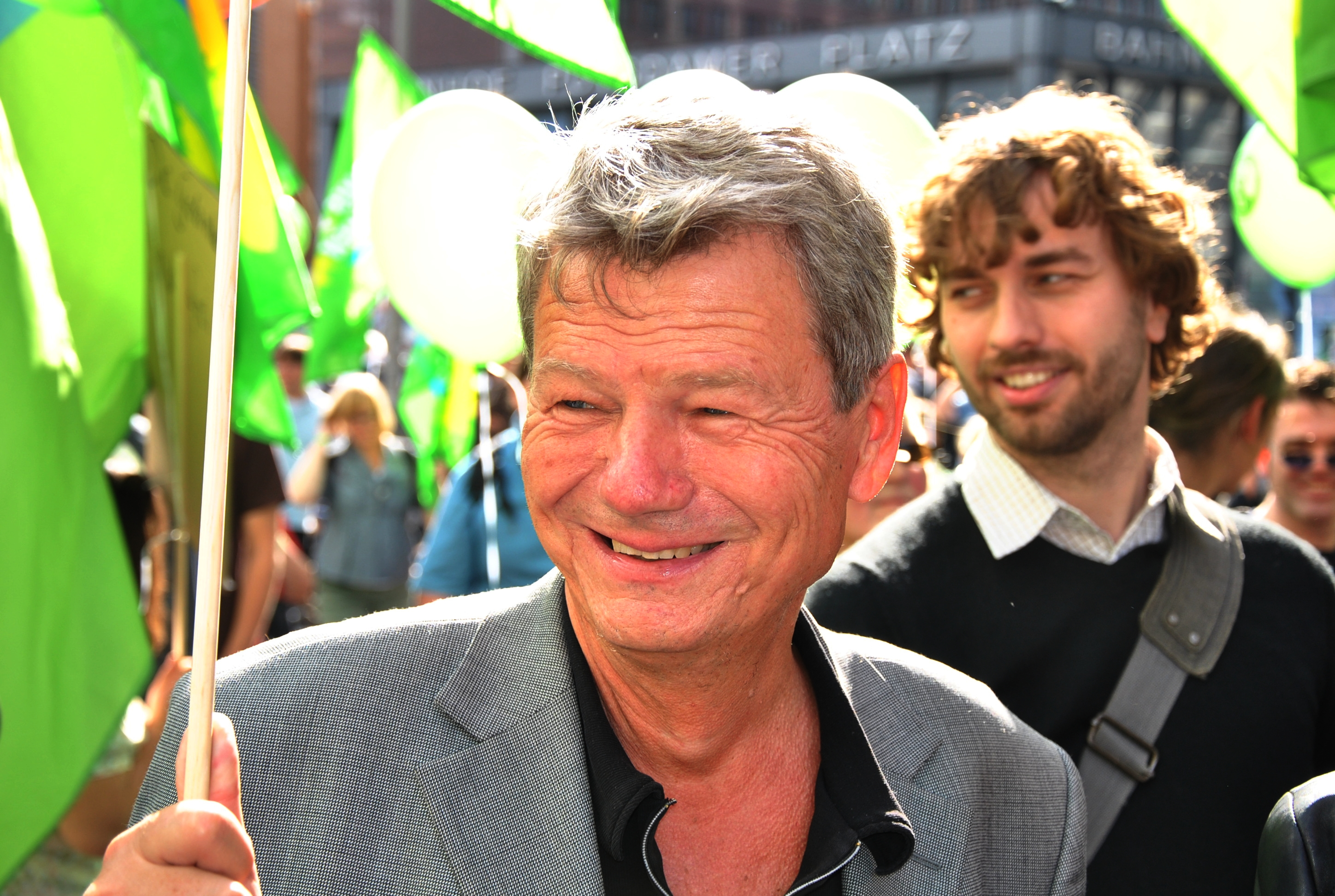
Wolfgang Wieland (1948–2023)

- Wielander, Hans (* 1937), italienischer Kulturjournalist (Südtirol)
- Wieländer, Heike (* 1968), deutsche Curlerin, Schweizer Curlerin
- Wielandner, Hermann (1920–1974), österreichischer Politiker (SPÖ), Abgeordneter zum Nationalrat
- Wielandt, Erhard (* 1940), deutscher Geophysiker
- Wielandt, Friedrich (1906–1996), deutscher Numismatiker
- Wielandt, Helmut (1910–2001), deutscher Mathematiker
- Wielandt, Karl (1820–1884), deutscher Verwaltungsbeamter und Richter
- Wielandt, Karl (1830–1914), deutscher Reichsgerichtsrat
- Wielandt, Manuel (1863–1922), deutscher Maler
- Wielandt, Rotraud (* 1944), deutsche Islamwissenschaftlerin und Hochschullehrerin
- Wielandt, Rudolf (1875–1948), deutscher evangelischer Pfarrer, Theologe, Schriftsteller und Friedensaktivist
- Wielandt, Tim (* 1974), Schweizer Bodybuilder, Mister Schweiz des Jahres 2007
- Wielandt, Ulrich (* 1956), deutscher Fußballspieler
- Wielandt, Wilhelm (1870–1964), deutscher Chemiker und Fabrikant
- Wielart, Jurgen (* 1992), niederländischer Leichtathlet
- Wielart, Ruud (* 1954), niederländischer Leichtathlet

### Wield
- Wield, Friedrich (1880–1940), deutscher Bildhauer

### Wiele
- Wiele, Jörg (* 1951), deutscher Bildhauer
- Wiele, Svend (* 1981), deutscher Eishockeyspieler
- Wielebinski, Richard (* 1936), australischer Radioastronom, emeritierter Direktor des Max-Planck-Institut für Radioastronomie
- Wielecki, Tadeusz (* 1954), polnischer Komponist
- Wieleitner, Heinrich (1874–1931), deutscher Mathematiker
- Wielema, Geertje (1934–2009), niederländische Schwimmerin
- Wielemans von Monteforte, Alexander (1843–1911), österreichischer Architekt
- Wielen, Roland (* 1938), deutscher Astronom und Astrophysiker
- Wielen, Suzan van der (* 1971), niederländische Hockeyspielerin
- Wielenga, Friso (* 1956), niederländischer Historiker
- Wieler, Anna (* 1889), deutsche Lehrerin und Schulleiterin
- Wieler, Arved Ludwig (1858–1943), deutscher Botaniker und Hochschullehrer
- Wieler, Jossi (* 1951), Schweizer Theaterregisseur
- Wieler, Lothar H. (* 1961), deutscher Tierarzt und Fachtierarzt für MikrobiologieLothar H. Wieler (* 1961)

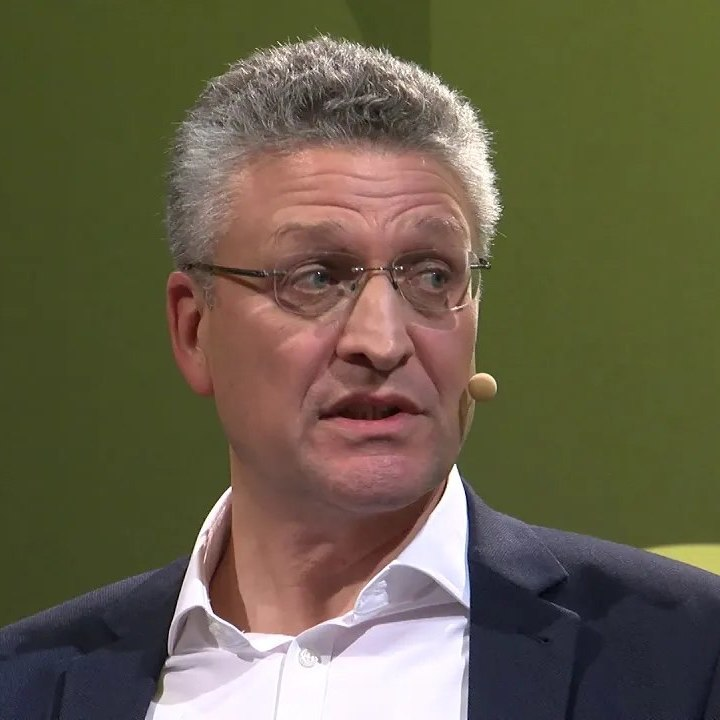
Lothar H. Wieler (* 1961)

- Wieler, Maria Gertrud (1735–1806), Priorin der Klöster Libingen und St. Gallenberg
- Wieler, Michael (* 1981), deutscher Ruderer
- Wielers, Bernhard (1897–1957), deutscher Architekt
- Wielers, Hermann (1845–1917), deutscher Architekt
- Wielert, Jürgen (* 1960), deutscher Fußballspieler

### Wielg
- Wielgos, Oskar (1916–1986), deutscher Schachkomponist
- Wielgoß, Tanja (* 1972), deutsche Managerin
- Wielgosz, Agnieszka (* 1972), polnische Schauspielerin
- Wielgosz, Anna (* 1993), polnische Mittelstreckenläuferin
- Wielgosz, Przemysław (* 1969), polnischer Journalist und linker Publizist
- Wielgosz, Roman (1920–1988), polnischer Speedwayfahrer
- Wielgus, Stanisław (* 1939), polnischer Geistlicher, Erzbischof von Warschau

### Wielh
- Wielhorski, Aleksander (1890–1952), polnischer Pianist und Komponist
- Wielhorski, Joseph (1817–1892), russischer Komponist
- Wielhorski, Michail (1787–1856), russischer Mäzen, Cellist und Komponist

### Wieli
- Wielichowska, Monika (* 1973), polnische Politikerin (Platforma Obywatelska), Mitglied des Sejm
- Wielicki, Krzysztof (* 1950), polnischer BergsteigerKrzysztof Wielicki (* 1950)

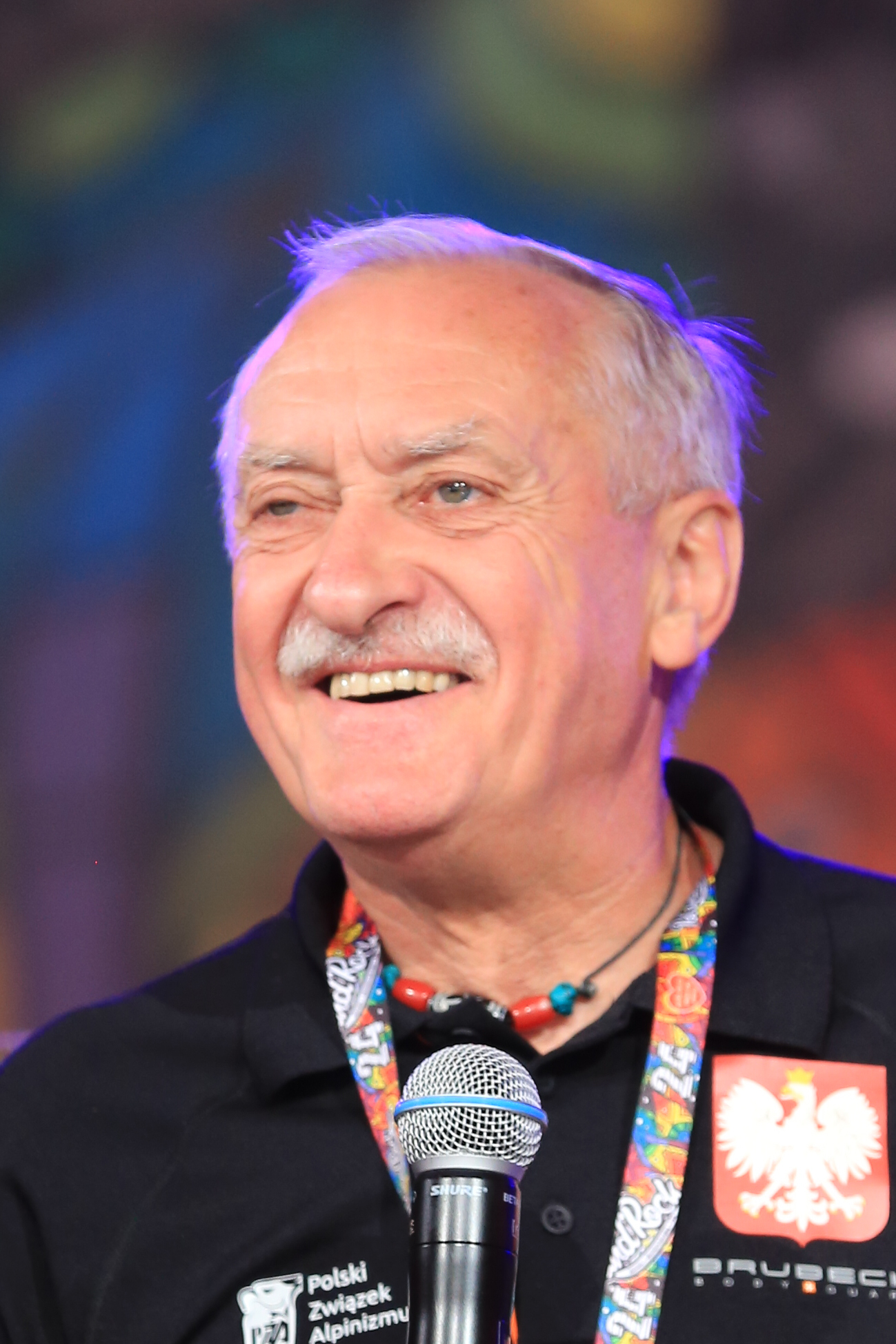
Krzysztof Wielicki (* 1950)

- Wieliczko, Marta (* 1994), polnische Ruderin
- Wielikosielec, Kazimierz (* 1945), belarussischer römisch-katholischer Ordensgeistlicher, emeritierter Weihbischof in Pinsk
- Wieling, Abraham (1693–1746), deutscher Rechtswissenschaftler
- Wieling, Hans Josef (1935–2018), deutscher Rechtshistoriker
- Wieling, Tim Roman (* 1996), deutscher Handballspieler
- Wielinga, Remmert (* 1978), niederländischer Radrennfahrer
- Wielinger, Gerhart (* 1941), österreichischer Jurist und Beamter

### Wielo
- Wielockx, Robert (1942–2024), belgischer Theologe
- Wielogłoski, Hieronim (* 1703), polnischer Geistlicher
- Wielopolski, Aleksander (1803–1877), Führer der Regierung Kongresspolens
- Wielopolski, Jan (1630–1688), polnischer Adliger und Politiker
- Wielowska, Nikola (* 2002), polnische Radsportlerin

### Wiels
- Wiels, Miguel (* 1972), niederländischer Musiker und Komponist
- Wielsch, Dan (* 1970), deutscher Rechtswissenschaftler und Hochschullehrer
- Wielsma, Albertus (1883–1968), niederländischer Ruderer

### Wielt
- Wieltschnig, Elisabeth (* 1948), österreichische Badmintonspielerin
- Wieltschnig, Ingrid, österreichische Badmintonspielerin